# Side Hustle : Un job à tout prix
Side Hustle : Un job à tout prix (Side Hustle) est une sitcom (type buddy) américaine créée par Dave Malkoff et diffusée entre le 7 novembre 2020 et le 30 juin 2022 sur Nickelodeon.
En France, la série est diffusée à partir du 25 avril 2021 sur Nickelodeon Teen, et en Belgique depuis août 2021 sur Nickelodeon. Elle reste inédite dans les autres pays francophones.

## Synopsis
Après avoir endommagé par accident le bateau appartenant au père de leur ami Munchy, les deux amies Lex et Presley doivent trouver un moyen de gagner de l'argent pour réparer les dégâts. Avec l'aide du petit frère de Presley, elles décident de créer une application leur permettant d'être mises en relation avec des personnes cherchant de l'aide pour des petits boulots. Entre organisatrices de mariage pour chiens, princesses pour anniversaire ou encore magiciennes, les deux amies enchaînent les petits boulots, tous plus improbables les uns que les autres.

## Distribution

### Acteurs principaux
- Jules LeBlanc (VF : Helena Coppejans) : Lex
- Jayden Bartels (VFB : Aaricia Dubois) : Presley
- Isaiah Crews  (VFB : Grégory Praet) : Munchy
- Mitchell Berg (VFB : Thibaut Delmotte) : Fisher
- Jacques Chevelle (VFB : Fabian Finkels) : Jaget

### Acteurs récurrents
- Daryl C. Brown (VFB : Erwin Grünspan) : Tedward
- Kurt Ela (VFB : Laurent Vernin) : Alan
- Menik Gooneratne : Sophia Fugazi
- Matthew Sato : Spenders (saison 1)
- Lilimar : Buckles
- Reyn Doi : Horrigan
- Matte Martinez : Ty
- Leah Mei Gold : Gloria
- Luke Mullen : Luke

## Production

### Développement
Le 24 février 2020, il a été annoncé que Nickelodeon avait commandé la série au créateur Dave Malkoff, une série comique (format multi-caméras) mettant en vedette Annie LeBlanc dans le rôle de Lex et Jayden Bartels dans le rôle de Presley. D'autres personnalités intègre la série comme Isaiah Crews (fils de l'acteur Terry Crews) pour Munchy, Mitchell Berg représentant Fisher et Jacques Chevelle en tant que Jaget. La production a commencé à Los Angeles en mars 2020 pour une première mondiale la même année. Dave Malkoff est producteur exécutif. John Beck et Ron Hart sont producteurs exécutifs et showrunners.
Le 7 janvier 2021, il a été annoncé que Nickelodeon avait commandé sept autres épisodes de la série, portant la commande de la première saison à vingt épisodes. Le 18 mars 2021, il a été annoncé que Nickelodeon avait commandé six épisodes supplémentaires de la série, portant la commande révisée de la première saison à 25 épisodes.
Le 1er septembre 2021, la série est renouvelée pour une deuxième saison de vingt et un épisodes.
Le 18 juillet 2022, Mitchell Berg et Isaiah Crews ont confirmé sur leurs comptes Instagram respectifs qu'il n'y aurait pas de saison 3.

### Fiche technique
Sauf indication contraire, les informations mentionnées dans cette section peuvent être confirmées par la base de données cinématographiques IMDb,  présente dans la section « Liens externes ».
- Titre original : Side Hustle
- Titre français : Side Hustle : Un job à tout prix
- Création : Dave Malkoff
- Réalisation : Adam Weissman
- Scénario : Jeabbie Taylor
- Musique :
  - Compositeur(s) : Niki Hexum et Zack Hexum
  - Compositeur(s) de musique thématique : Joachim Svare, Joleen Belle et Jillian Allen
  - Thème d'ouverture : We Got This (Side Hustle Theme Song)
- Production :
  - Producteur(s) : Joe Sullivan et Chris Phillips
  - Producteur(s) exécutive(s) : Dave Malkoff, John D. Beck et Ron Hart
- Société(s) de production : Nickelodeon Productions, CBS Studios et Eyebrow-Bird Productions
- Pays d'origine :  États-Unis
- Langue d'origine : Anglais
- Format :
  - Format image : 720p (HDTV)
  - Format audio : 5.1 surround sound
- Genre : Comédie
- Durée : 22-23 minutes
- Date de première diffusion :
  - 7 novembre 2020 sur Nickelodeon
  - 25 avril 2021 sur Nickelodeon Teen
- Classification : déconseillé aux moins de 7 ans

Adaptation
- Version française :
  - Société de doublage : Lylo
  - Direction artistique : Sophie Jallet
  - Adaptation des dialogues : Jules Drouaud

## Épisodes
| Saison | Saison | Épisodes | États-Unis      | États-Unis        |
| Saison | Saison | Épisodes | Début           | Fin               |
| ------ | ------ | -------- | --------------- | ----------------- |
|        | 1      | 25       | 7 novembre 2020 | 25 septembre 2021 |
|        | 2      | 21       | 2 octobre 2021  | 30 juin 2022      |

### Saison 1 (2020-2021)
| No | #  | Titre français                  | Titre original        | Diffusion originale | Code prod. |
| -- | -- | ------------------------------- | --------------------- | ------------------- | ---------- |
| 1  | 1  | On se met au boulot             | Start Hustling        | 7 novembre 2020     | 101        |
| 2  | 2  | Vitamine D-sastre               | Vitamin D-isaster     | 14 novembre 2020    | 102        |
| 3  | 3  | Le vide-grenier                 | Yard Sale             | 21 novembre 2020    | 103        |
| 4  | 4  | A la décharge                   | Trashy Jobs           | 28 novembre 2020    | 104        |
| 5  | 5  | Ami-versaire                    | Friendiversary        | 5 décembre 2020     | 105        |
| 6  | 6  | Engloutissage de Milk-shakes    | Milkshake Suckdown    | 12 décembre 2020    | 106        |
| 7  | 7  | Les KidDING! Dongs              | KidDING! Dongs        | 23 janvier 2021     | 107        |
| 8  | 8  | C'est dans la boîte !           | Lunch Boxed In        | 30 janvier 2021     | 108        |
| 9  | 9  | Un job de chimiste              | Chemistry Hustle      | 6 février 2021      | 109        |
| 10 | 10 | Le fantôme de la Meulk-shakerie | Phantom of the Mooery | 20 février 2021     | 110        |
| 11 | 11 | Un coup de pied au karaoké      | Karaoke Kickoff       | 27 février 2021     | 111        |
| 12 | 12 | Mariage canin                   | Dog Wed-DING!         | 13 mars 2021        | 112        |
| 13 | 13 | Tonton Nedward                  | Uncle Nedward         | 20 mars 2021        | 113        |
| 14 | 14 | Jag-Jitsu                       | Jag-Jitsu             | 27 mars 2021        | 115        |
| 15 | 15 | Des spas chez les Spa           | Hot Tubby's           | 3 avril 2021        | 116        |
| 16 | 16 | Panique à la Meulk-shakerie     | Moo's the Boss        | 10 avril 2021       | 114        |
| 17 | 17 | Fabricabot                      | Make-a-Mutt           | 17 avril 2021       | 118        |
| 18 | 18 | Juckles                         | Juckles               | 1er mai 2021        | 119        |
| 19 | 19 | Chasseurs de rat                | Rat Busters           | 8 mai 2021          | 120        |
| 20 | 20 | Robot Club                      | Bot Club              | 15 mai 2021         | 121        |
| 21 | 21 | Le retour de Crunchy            | Extra Crunchy         | 22 mai 2021         | 122        |
| 22 | 22 | Bruit de bouche                 | Mouth Noise           | 17 juillet 2021     | 117        |
| 23 | 23 | Le sensei de l'amour            | Love Sensei           | 11 septembre 2021   | 123        |
| 24 | 24 | Une chambre pour Munchy         | Room for Munchy       | 18 septembre 2021   | 125        |
| 25 | 25 | Le glissé de Presley            | The Presley Slide     | 25 septembre 2021   | 126        |

### Saison 2 (2021-2022)
| No | #  | Titre français                                                                                         | Titre originale,                                                                                              | Diffusion originale | Code prod. |
| -- | -- | --- | --- | ------------------- | ---------- |
| 26 | 1  | Les employés modèles                                                                                   | Model Employee                                                                                                | 2 octobre 2021      | 201        |
| 27 | 2  | Rex la casse                                                                                           | Wreck-It Rex                                                                                                  | 9 octobre 2021      | 202        |
| 28 | 3  | La vie en Luke                                                                                         | The Way You Luke Tonight                                                                                      | 16 octobre 2021     | 203        |
| 29 | 4  | La peluche de la peur                                                                                  | Scare Bear | 23 octobre 2021     | 124        |
| 30 | 5  | Calzon-isburg                                                                                          | Al-Dude-isburg                                                                                                | 30 octobre 2021     | 204        |
| 31 | 6  | Cache la vache                                                                                         | Stash the Cash                                                                                                | 6 novembre 2021     | 205        |
| 32 | 7  | Lex-Jitsu                                                                                              | Lex-Jitsu | 13 novembre 2021    | 206        |
| 33 | 8  | Bruit de bouche fête Noël                                                                              | A Mouth Noise Christmas                                                                                       | 20 novembre 2021    | 207        |
| 34 | 9  | Le retour de tonton Nedward                                                                            | Return of Uncle Nedward                                                                                       | 10 mars 2022        | 212        |
| 35 | 10 | Chambre pour toi                                                                                       | Room4U | 17 mars 2022        | 211        |
| 36 | 11 | Clowndrillon                                                                                           | Clownderella                                                                                                  | 24 mars 2022        | 209        |
| 37 | 12 | A la croisée des univers (cross-over avec Warped ! Passion comics, Lay Lay dans la place, Young Dylan) | That Young Warped Danger Hustle (cross-over avec Warped ! Passion comics, Lay Lay dans la place, Young Dylan) | 21 avril 2022       | 220        |
| 38 | 13 | Biceps vers le futur                                                                                   | Flex to the Future                                                                                            | 28 avril 2022       | 218        |
| 39 | 14 | Le combat de pouces                                                                                    | Thumb and Thumber                                                                                             | 5 mai 2022          | 213        |
| 40 | 15 | Coif' chien chien                                                                                      | Groomer Has It                                                                                                | 12 mai 2022         | 214        |
| 41 | 16 | Tempête de sable                                                                                       | Sand Storm | 19 mai 2022         | 208        |
| 42 | 17 | Une tablée de crétins                                                                                  | Dinner for Jerks                                                                                              | 26 mai 2022         | 215        |
| 43 | 18 | La guerre des blagues                                                                                  | Prank You Very Much                                                                                           | 9 juin 2022         | 219        |
| 44 | 19 | Al d'Altoonisburg                                                                                      | Altoonisburg Al                                                                                               | 16 juin 2022        | 216        |
| 45 | 20 | Bingo !                                                                                                | We Have a Bingo!                                                                                              | 23 juin 2022        | 210        |
| 46 | 21 | La journée du oui                                                                                      | Yesley Day | 30 juin 2022        | 217        |

## Audiences
| Saison | Épisodes | Lancement         | Lancement       | Fin de saison     | Fin de saison   |
| Saison | Épisodes | Date de diffusion | Téléspectateurs | Date de diffusion | Téléspectateurs |
| ------ | -------- | ----------------- | --------------- | ----------------- | --------------- |
| 1      | 25       | 7 novembre 2020   | 360 000         | 25 septembre 2021 | 390 000         |
| 2      | 21       | 2 octobre 2021    | 270 000         | 30 juin 2022      | 300 000         |